# 西安電子科技大學出版社
西安電子科技大學出版社是中華人民共和國陕西省西安市一家出版社，隸屬於西安電子科技大學，成立於1983年。出版社主要為中華人民共和國的研究生、本科、高职高专、中专等學生出版电子、通信、计算机类教材和图书。

## 外部連結
- 官方网站